# Kenji Wu
Kenji Wu (phồn thể: 吳克群; giản thể: 吴克群; bính âm: Wú Kèqún; sinh ngày 18 tháng 10 năm 1979 tại Cao Hùng, Đài Loan) là một ca sĩ kiêm sáng tác nhạc, diễn viên và đạo diễn người Đài Loan.

## Danh sách đĩa nhạc
1. A Lonely Tomorrow (一個人的Tomorrow) (2000)
2. First Creative Album (吳克群) (2004)
3. The Kenji Show (大頑家) (2005)
4. General's Command (將軍令) (2006)
5. Poems for You (為你寫詩) (2008)
6. Love Me, Hate Me (愛我 恨我) (2010)
7. Parasitism (寄生) (2010)
8. How To Deal With Loneliness? (寂寞來了怎麼辦？) (2012)
9. On The Way to the Stars (數星星的人) (2015)
10. You Are So Cute / Neo Gwi yeop da (你好可爱/ 너 귀엽다) (2015)
11. Humorous Life (人生超幽默) (2017)
12. I Am Listening (你說 我聽著呢) (2020)

## Danh sách phim

### Phim truyền hình
| Năm  | Tựa                        | Tựa        | Vai               | Chú thích |
| Năm  | Tiếng Anh                  | Gốc        | Vai               | Chú thích |
| ---- | -------------------------- | ---------- | ----------------- | --------- |
| 2001 | Peach Girl                 | 蜜桃女孩   | Kazuya Tojigamori |           |
| 2001 | Sunshine Jelly             | 陽光果凍   | TBA               |           |
| 2002 | Moonlight Forest           | 月光森林   | Chang Ching       |           |
| 2003 | The Rose                   | 薔薇之戀   | Mao Ji's friend   | Cameo     |
| 2005 | The Doctor                 | 大熊醫師家 | Kenji Wu          | Cameo     |
| 2007 | Brown Sugar Macchiato      | 黑糖瑪奇朵 | Kenji Wu          | Cameo     |
| 2011 | Love Recipe                | 料理情人夢 | Fu Yong-le        |           |
| 2015 | Heart of Steel             | 鋼鐵之心   | Jimmy             | Cameo     |
| 2016 | Golden Darling             | 原來1家人  | David             | Cameo     |
| 2018 | Age of Rebellion           | 翻牆的記憶 | Kenji Wu          | Cameo     |
| 2019 | The Legends of Monkey King | 大潑猴     | Tianpeng          |           |

### Phim điện ảnh
| Năm  | Tựa                | Tựa              | Vai                   | Chú thích             |
| Năm  | Tiếng Anh          | Gốc              | Vai                   | Chú thích             |
| ---- | ------------------ | ---------------- | --------------------- | --------------------- |
| 2003 | Rain Coat          | 雨衣 / 7-11之戀  | Chih                  |                       |
| 2008 | The Fatality       | 絕魂印           | Ho Shih-jung / Asanee |                       |
| 2012 | Million People     | 萬人•迷          | Kevin                 | Phim ngắn             |
| 2014 | The Old Cinderella | 脫軌時代         | Kang Shao             |                       |
| 2016 | 708090             | 708090之深圳戀歌 | Liu Mingzhe           |                       |
| 2017 | Hanky Panky        | 大釣哥           | Chang Shih-pang       |                       |
| 2018 | Crazy Little Thing | 為你寫詩         | Chen Shijie           | Đồng thời là đạo diễn |

## Giải thưởng và đề cử
| Năm  | Giải thưởng                  | Hạng mục                                           | Đề cử cho       | Kết quả   |
| ---- | ---------------------------- | -------------------------------------------------- | --------------- | --------- |
| 2006 | Giải Kim khúc                | Best Mandarin Male Singer                          | The Kenji Show  | Đề cử     |
| 2007 | HITO Radio Music Awards      | Most Popular Singer-songwriter (popular vote)      | —               | Đoạt giải |
| 2007 | Singapore Hit Awards         | Most Popular Male Artist                           | —               | Đề cử     |
| 2007 | Giải Kim khúc                | Best Composer                                      | A General Order | Đề cử     |
| 2007 | Giải Kim khúc                | Best Mandarin Male Singer                          | A General Order | Đề cử     |
| 2015 | Giải Âm nhạc châu Âu của MTV | Best Taiwanese Act                                 | —               | Đề cử     |
| 2016 | V Chart Awards               | Best Singer-songwriter of the Year                 | —               | Đoạt giải |
| 2016 | V Chart Awards               | The Best Cooperation Of The Year (với Song Ji-hyo) | Neo gwi yeop da | Đoạt giải |